# 이시촌
이시촌(飯石村)은 시마네현 이시군에 설치되었던 촌이다. 현재의 운난시에 해당한다.